# Eastvale (Kalifornien)
Eastvale ist eine Stadt im Riverside County im US-Bundesstaat Kalifornien. Bis 2010 war Eastvale eine Unincorporated Area. Das U.S. Census Bureau hat bei der Volkszählung 2020 eine Einwohnerzahl von 69.757 ermittelt.

## Geografie
Eastvale liegt im Nordwesten des Riverside Countys in Südkalifornien. Das Stadtgebiet dehnt sich auf 29,644 km² aus, wovon 29,539 km² Landfläche sind. Es grenzt im Westen und Norden an das San Bernardino County, im Osten an den Interstate 15 und im Süden an den Santa Ana River sowie die Stadt Norco. Die Einwohnerzahl beträgt 53.668 (Stand: 2010).
Wie der Großteil des westlichen Riverside Countys verwenden auch in Eastvale die meisten Haushalte die Vorwahl 951. Da die Countrygrenzen mit den Vorwahlgrenzen jedoch nicht immer deckungsgleich sind, haben einige Einwohner nach wie vor die ältere Vorwahl 909.

### Infrastruktur
Die Grenzen des Los Angeles Countys liegen 13 Kilometer nordwestlich von Eastvale, die des Orange Countys acht Kilometer südwestlich. Die Nähe zu diesen wirtschaftsstarken Countys und die Lage zwischen Interstate 15, California State Route 91, California State Route 60 und California State Route 71 macht Eastvale für Pendler sehr attraktiv.

## Demographie
Die Volkszählung von 2010 ergab eine Einwohnerzahl von 53.668. Die demographische Struktur der Bevölkerungsgruppen ergibt, dass eine relative Mehrheit der städtischen Bewohner Latinos sind. Diese Bevölkerungsgruppe macht 40 Prozent der Einwohner aus. Weiße ohne hispanischen Hintergrund stellen lediglich 25 Prozent. Auch die Anzahl der Asiaten ist für Kalifornien überdurchschnittlich hoch. Ihr Anteil liegt bei 24 Prozent. Afroamerikaner sind eine Mehrheit von knapp zehn Prozent der städtischen Bewohner. Die Anzahl der Haushalte betrug 13.640. Die Verteilung nach Geschlechtern ist nahezu ausgeglichen, auf 100 Frauen kommen 98,1 Männer. Die Volkszählung ergab außerdem ein Medianalter der städtischen Bevölkerung von 30,9 Jahren. Mit einem Durchschnittseinkommen von knapp 106.000 US-Dollar jährlich hat Eastvale das höchste durchschnittliche Einkommen im Riverside County.

## Geschichte
Eastvale war bis in die späten 1990er Jahre sehr ländlich geprägt und lebte zum Großteil von Milchproduktion und Landwirtschaft, ehe die Stadt vermehrt zur Heimat von Pendlern wurde, die in Eastvale erschwingliche Häuser kaufen konnten.
Der Ort wurde Ende des letzten Jahrzehnts teils schwer von der Immobilien-Spekulationsblase in den USA getroffen. Anfang des Jahrzehnts wurden viele Häuser durch die Inflation zu hohen Preisen verkauft. Hierauf folgte ein drastischer Preisabsturz um fast 50 Prozent in drei Jahren: 2006 kostete ein Haus in Eastvale durchschnittlich 601.000 US-Dollar, im Juni 2009 nur noch 304.000 US-Dollar.

### Bemühungen um Ernennung zur City
Eastvale war eines von mehreren Unincorporated Areas im Riverside County, das Interesse an einer Erhebung zur City hatte. Die Verabschiedung des Gesetzes AB 1602 Mitte des letzten Jahrzehnts machte es den gemeindefreien Gebieten durch zusätzliche Gelder leichter, das Stadtrecht zu erwerben. 2008 schlossen sich die Gemeinden Menifee, Sun City und Quail Valley zu Menifee (Kalifornien) zusammen. Daneben kam auch Interesse auf, entweder Mira Loma selbst zur Stadt zu erheben oder Glen Avon, Mira Loma, Pedley, Rubidoux und Sunnyslope zu Jurupa Valley zusammenzuschließen, was 2011 auch geschah.
Eastvale selbst trieb die Bemühungen, zur Stadt ernannt zu werden, mithilfe des Eastvale Incorporation Committees voran und wurde hierbei von Bürgergruppen unterstützt.
Es formierte sich in der Bevölkerung jedoch auch Widerstand, der unter anderem damit begründet wurde, Eastvale hätte keine ausreichende Steuerbasis, um als Stadt bestehen zu können und würde sich abhängig machen. Außerdem seien die öffentlichen Dienste wie Polizei und Feuerwehr unter der Verwaltung des Riverside Countys ausreichend gewesen und es somit nicht notwendig, als Stadt hierfür künftig selbst zu sorgen. Die meisten Einwohner hielten die Erhebung zur Stadt jedoch nicht für grundsätzlich falsch, sondern eher den Zeitpunkt.
Das Eastvale Incorporation Committee sammelte genug Unterschriften für eine Abstimmung zur Stadternennung, die am 8. Juni 2010 stattfand. Hierbei wurde mit 65,77 Prozent der Stimmen die Stadtgründung beschlossen. Am gleichen Tag wurde zudem der erste Stadtrat gewählt. Am 1. Oktober wurde Eastvale schließlich eine eigenständige Stadt.
Bevor Eastvale zur City erhoben wurde, wurden Briefe nicht an Eastvale selbst, sondern an die wesentlich größere Nachbarstadt Corona adressiert, da hier das nächste Postamt von ausreichender Größe war.

## Persönlichkeit
- Cayla Barnes (* 1999), Eishockeyspielerin